# Action (philosophie)
Pour les articles homonymes, voir Action.
L'action désigne en philosophie un mouvement corporel volontaire et/ou intentionnel. Elle est étudiée entre autres par la philosophie de l'action, la philosophie politique et en partie par la philosophie de l'esprit.

## L'action selon différents auteurs

### L'action selon Leibniz
Selon Leibniz, la réalité de l'action est la réalisation du sujet, d'où toute substance réalise une action et contient les raisons de celle-ci. Les esprits contrairement aux substances assument leurs actions. Il ne prend pas ici compte de l'intention et donc de la liberté d'action.

### L'action selon Hegel
Selon Hegel, toute action est négatrice, en ce sens où elle ne laisse pas le donné intact mais le transforme, le crée, conformément au désir du sujet qui fait l'action. L'action en effet nait d'un désir, soit d'un manque ou d'un vide, d'une insatisfaction du point de vue du sujet. Cette "négation" qu'est l'action n'est donc pas purement destructrice : elle est créatrice d'un nouvel ordre ou d'une réalité satisfaisante pour le sujet qui fait l'action. Un être qui mange, par exemple, maintient sa réalité en supprimant, par une action, une réalité autre que la sienne. L'action transforme la réalité objective ou immédiate (apparaissant comme un "c'est comme ça" implacable) nécessairement insatisfaisante avant le moment de l'action, en réalité subjective, désormais satisfaisante du point de vue du sujet car modifiée par son action : le réel donné a été assimilé, transformé ou créé par l'action. Une nouvelle réalité est révélée, médiatisée par l'action.
De manière générale, Hegel pense la différence et l'opposition (entre le Moi et le non-Moi, par exemple) dans un mouvement dynamique. Le réel n'est produit qu'à travers des oppositions. Le réel donné n'est pas un état dont l'homme peut se satisfaire. Le désir de l'animal le pousse certes à se nourrir aussi, par exemple, mais le désir spécifiquement humain consiste d'abord dans le fait que l'action humaine ne laisse pas la nature naturelle, mais y introduit la culture. Le champ est cultivé, et pour y parvenir il a peut-être fallu au préalable abattre des arbres, transformer le paysage. Le champ cultivé n'existe pas dans la nature, il est le résultat d'une action qui a dû nier le réel donné, c'est-à-dire lui imposer un désir proprement humain. Ce désir humain est donc ensuite caractérisé par le fait que l'esprit humain se reconnait lui-même dans les actions qu'il pose (en s'opposant) et qui modifient le monde. L'action ne débouche pas sur du néant ; l'esprit crée quelque chose qui n'existait pas, et la conscience de soi peut dire : c'est moi qui ai fait cela. Toute négation est un acte, nécessaire au processus de devenir soi.

### L'action selon Henri Bergson
Henri Bergson pense qu'il n'est pas possible de caractériser l'action comme la production d'une liberté typiquement humaine. L'action est une affaire intérieure dont l'extériorisation est influencée par le rapport à la temporalité.

### L'action selon Simone Weil
Chez Simone Weil, la réflexion philosophique et l'action — morale, politique ou sociale — sont intimement liées. La philosophie n'est pas, selon elle, une activité purement intellectuelle ou spéculative indépendante de l'existence vécue ; en elle se rejoignent la théorie et la pratique, et la pensée n'y est pas séparée de l'action.

### L'action selon Jean-Paul Sartre
Pour Sartre, les actions nous font exister et ne sont pas le simple effet de notre esprit.

### L'action selon Hannah Arendt
Hannah Arendt insiste finalement sur le fait que l'individualité propre de l'homme qui n'est pas donnée est conquise par l'action.